# Сисоват (династия)
Сисова́т (кхмер. ព្រះបាទស៊ីសុវតិ្ថ) — одна из двух ныне существующих королевских династий Камбоджи. Основана в 1904 году «Великим Королём» Анг Дуонгом и названа в честь одного из сыновей — короля Сисовата I. В настоящее время не является правящей династией.

## Представители королевской династии
Среди представителей королевской династии Сисоват было два короля и пять премьер-министров.

### Члены династии
- Сисоват I (1840—1927)
- Сисоват Монивонг (1875—1941)
- Нородом Канвиман Норлектеви (1876—1912; по мужу)
- Сисоват Монирет (1909—1975)
- Сисоват Чамрангвонг (1870—1916)
- Сисоват Ябипан (1877—1967)
- Сисоват Ютевонг (1913—1947)
- Сисоват Вачаявонг (1891—1972)
- Сисоват Сирик Матак (1914—1975)
- Сисоват Ритаравонг (1935—1975)
- Сисоват Монипонг (1912—1956)
- Сисоват Коссамак (1904—1975)
- Сисоват Сирират (род. 1946)
- Сисоват Чария (род. 1940)
- Сисоват Томико (род. 1952)
- Сисоват Нарит (род. 1964)
- Сисоват Чариди (род. 1974)
- Сисоват Катрина (по мужу)
- Сисоват Чоротавонг Ричард (род. 1988)
- Сисоват Дарлея Джессика (род. 1992)
- Сисоват Норивонг Никко (род. 1992)
- Сисоват Нарита (род. 1996)
- Сисоват Кетана (род. 2007)
- Сисоват Ратанатеви (род. 2002)